# المقبل (جبلة)

تعديل مصدري - تعديل

المقبل هي إحدى قرى عزلة الربادي بمديرية جبلة التابعة لمحافظة إب، بلغ تعداد سكانها 944 نسمة حسب تعداد اليمن لعام 2004.